# Championnat d'Europe féminin de kayak-polo senior 2009
Les 8es championnats d'Europe de kayak-polo de 2009 se sont déroulés du 19 au 23 août à Essen, en Allemagne, en 2009.

## Résultats complets
À venir

## Classements

### Classement final
|                    |                 |  |  |  |
| Médaille d'or      | Pays-Bas        |  |  |  |
| Médaille d'argent  | Grande-Bretagne |  |  |  |
| Médaille de bronze | France          |  |  |  |
| 4.                 | Italie          |  |  |  |
| 5.                 | Allemagne       |  |  |  |
| 6.                 | Espagne         |  |  |  |
| 7.                 | Danemark        |  |  |  |
| 8.                 | Suède           |  |  |  |
| 9.                 | Hongrie         |  |  |  |

### Meilleurs buteurs
À venir